# Systematik der Milben

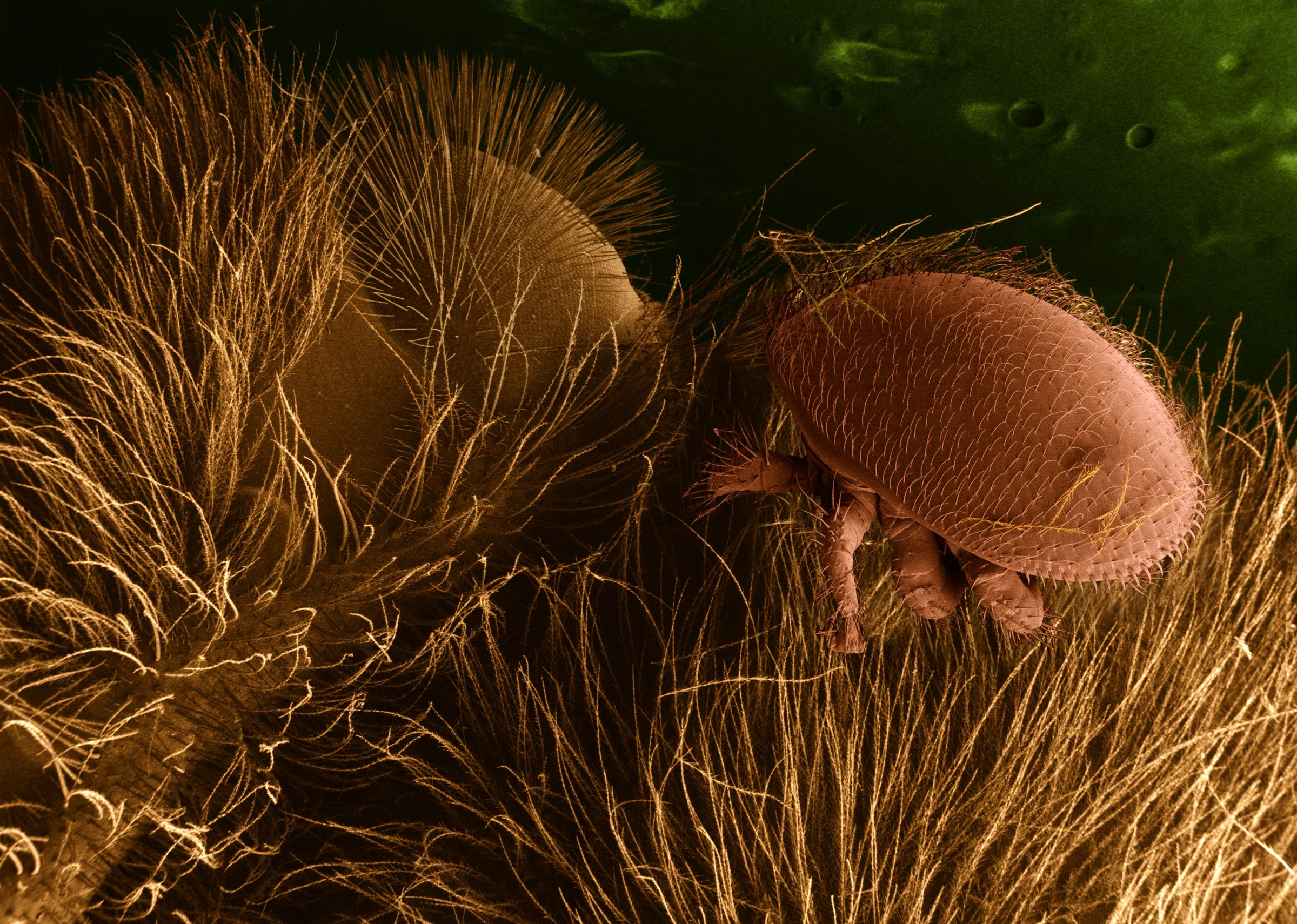
Varroamilbe auf einer Honigbiene. Die Varroamilbe gehört zu den Raubmilben in der Ordnung Mesostigmata.

Die Systematik der Milben beruht auf morphologischen und anatomischen Merkmalen der Milben (Acari) sowie phylogeographischen und ökologischen Forschungen.
Die hier verwendete Systematik beruht auf dem Handbuch A Manual of Acarology, das 2009 von G. W. Krantz und D. E. Walter herausgegeben wurde. Die dritte Auflage dieses Werks umfasst alle Änderungen innerhalb der Systematik in den mehr als 30 Jahren seit der zweiten Auflage 1978, die ebenfalls von G. W. Krantz zusammengestellt wurde. Viele Gruppen der Milben zeigen Merkmale, die von denen anderer Familien derart abweichen, dass sie in der Systematik hohen Rängen wie Ordnungen und Unterordnungen zugeordnet werden müssen, sie umfassen jedoch nur wenige Gattungen und Arten. Die Anzahl der Gattungen und Arten der einzelnen Familien stammt aus J. Hallans Katalog aus dem Jahr 2005.

## Überordnung Parasitiformes
Die Überordnung Parasitiformes besteht aus vier Ordnungen, von denen drei aber nur wenige Familien umfassen. Sie unterscheidet sich von der Überordnung Acariformes durch die frei beweglichen Coxen und die seitlich hinter den zweiten Coxen sichtbaren Stigmata. Die Parasitiformes umfassen rund 9200 Arten in über 920 Gattungen.

### Ordnung Opilioacarida
Die Ordnung Opilioacarida besteht nur aus einer Familie.
- Überfamilie Opilioacaroidea
  - Familie Opilioacaridae (9 Gattungen, 24 Arten)

### Ordnung Holothyrida
Die Ordnung Holothyrida umfasst drei Familien in einer Überfamilie.
- Überfamilie Holothyroidea
  - Familie Allothyridae (2 Gattungen, 3 Arten)
  - Familie Holothyridae (6 Gattungen, 20 Arten)
  - Familie Neothyridae (2 Gattungen, 2 Arten)

### Ordnung Ixodida
Die Zecken der Ordnung Ixodida umfassen bekannte Ektoparasiten in drei Familien innerhalb einer Überfamilie. Trotz ihrer Bekanntheit als Säugetierparasiten sind die Zecken nur eine kleine Ordnung mit rund 870 Arten in 18 Gattungen.
- Überfamilie Ixodoidea
  - Familie Argasidae (Lederzecken) (4 Gattungen, 181 Arten)
  - Familie Ixodidae (Schildzecken) (13 Gattungen, 686 Arten)
  - Familie Nuttalliellidae (1 Art)

### Ordnung Mesostigmata
Die Ordnung Mesostigmata ist die weitaus größte innerhalb der Überordnung Parasitiformes. Deshalb wurde sie im Bereich zwischen den Unterordnungen und den Überfamilien weiter unterteilt und zwar in Kohorten und Unterkohorten. Diese Begriffe wurden hier abweichend etwa von der Wirbeltiersystematik eingefügt, wo Kohorten und Unterkohorten zwischen den taxonomischen Kategorien Klasse und Ordnung zu finden sind. Sie umfassen 23 Überfamilien mit 80 Familien. Zu ihnen gehören fast 8300 Arten in rund 890 Gattungen.
- Unterordnung Sejina
  - Überfamilie Sejoidea
    - Familie Sejidae (5 Gattungen, 47 Arten)
    - Familie Uropodellidae (2 Gattung, 6 Arten)
    - Familie Ichthyostomatogasteridae (3 Gattungen, 5 Arten)
- Unterordnung Trigynaspida
  - Kohorte Cercomegistina
    - Überfamilie Cercomegistoidea
      - Familie Cercomegistidae (6 Gattungen, 6 Arten)
      - Familie Saltiseiidae (1 Art)
      - Familie Asternoseiidae (1 Art)
      - Familie Davacaridae (1 Art)
      - Familie Seiodidae (1 Gattung, 2 Arten)
      - Familie Pyrosejidae (1 Art)

  - Kohorte Antennophorina
    - Überfamilie Aenictequoidea
      - Familie Aenictequidae (1 Art)
      - Familie Messoracaridae (2 Gattungen, 3 Arten)
      - Familie Physalozerconidae (1 Art)
      - Familie Ptochacaridae (1 Gattung, 3 Arten)

    - Überfamilie Antennophoroidea
      - Familie Antennophoridae (5 Gattungen, 9 Arten)

    - Überfamilie Celaenopsoidea
      - Familie Neotenogyniidae (2 Gattungen, 2 Arten)
      - Familie Celaenopsidae (7 Gattungen, 14 Arten)
      - Familie Costacaridae (1 Art)
      - Familie Schizogyniidae (6 Gattungen, 6 Arten)
      - Familie Megacelaenopsidae (2 Gattungen, 2 Arten)
      - Familie Triplogyniidae (2 Gattungen, 10 Arten)
      - Familie Meinertulidae (1 Art)
      - Familie Diplogyniidae (40 Gattungen, 64 Arten)
      - Familie Euzerconidae (12 Gattungen, 20 Arten)

    - Überfamilie Fedrizzioidea
      - Familie Fedrizziidae (3 Gattungen, 21 Arten)
      - Familie Klinckowstroemiidae (4 Gattungen, 20 Arten)

    - Überfamilie Megisthanoidea
      - Familie Hoplomegistidae (1 Gattung, 2 Arten)
      - Familie Megisthanidae (1 Gattung, 30 Arten)

    - Überfamilie Parantennuloidea
      - Familie Parantennulidae (3 Gattungen, 4 Arten)
      - Familie Philodanidae (1 Art)
      - Familie Paramegistidae (4 Gattungen, 20 Arten)
      - Familie Promegistidae (1 Art)
- Unterordnung Monogynaspida
  - Kohorte Heatherellina
    - Überfamilie Heatherelloidea
      - Familie Heatherellidae (1 Gattung, 2 Arten)

  - Kohorte Uropodina
    - Unterkohorte Uropodiae
      - Überfamilie Protodinychoidea
        - Familie Protodinychidae (1 Gattung, 3 Arten)

      - Überfamilie Thinozerconoidea
        - Familie Thinozerconidae (1 Art)

      - Überfamilie Polyaspidoidea
        - Familie Polyaspididae (4 Gattungen, 19 Arten)
        - Familie Trachytidae (3 Gattungen, 95 Arten)
        - Familie Dithinozerconidae (mehrere Gattungen und Arten)

      - Überfamilie Uropodoidea
        - Familie Dinychidae (12 Gattungen, 71 Arten)
        - Familie Metagynuridae (1 Gattung, 15 Arten)
        - Familie Oplitidae (5 Gattungen, 184 Arten)
        - Familie Trachyuropodidae (7 Gattungen, 110 Arten)
        - Familie Trematuridae (5 Gattungen, 406 Arten)
        - Familie Uroactinidae (1 Gattung, 57 Arten)
        - Familie Uropodidae (35 Gattungen, 577 Arten)

    - Unterkohorte Diarthrophalliae
      - Überfamilie Diarthrophalloidea
        - Familie Diarthrophallidae (22 Gattungen, 63 Arten)

  - Kohorte Heterozerconina
    - Überfamilie Heterozerconoidea
      - Familie Heterozerconidae (8 Gattungen, 14 Arten)
      - Familie Discozerconidae (2 Gattungen, 3 Arten)

  - Kohorte Gamasina (Raubmilben)
    - Unterkohorte Epicriiae
      - Überfamilie Epicrioidea
        - Familie Epicriidae (4 Gattungen, 17 Arten)

      - Überfamilie Zerconoidea
        - Familie Zerconidae (37 Gattungen, 214 Arten)
        - Familie Coprozerconidae (1 Art)

    - Unterkohorte Arctacariae
      - Überfamilie Arctacaroidea
        - Familie Arctacaridae (2 Gattungen, 6 Arten)

    - Unterkohorte Parasitiae
      - Überfamilie Parasitoidea
        - Familie Parasitidae (32 Gattungen, 363 Arten)

    - Unterkohorte Dermanyssiae
      - Überfamilie Rhodacaroidea
        - Familie Ologamasidae (36 Gattungen, 236 Arten)
        - Familie Rhodacaridae (18 Gattungen, 63 Arten)
        - Familie Digamasellidae (5 Gattungen, 170 Arten)
        - Familie Laelaptonyssidae (1 Gattung, 6 Arten)
        - Familie Teranyssidae (1 Art)
        - Familie Halolaelapidae (6 Gattungen, 56 Arten) (früher in der Überfamilie Ascoidea)

      - Überfamilie Veigaioidea
        - Familie Veigaiidae (4 Gattungen, 59 Arten)

      - Überfamilie Eviphidoidea
        - Familie Eviphididae (15 Gattungen, 78 Arten)
        - Familie Macrochelidae (26 Gattungen, 248 Arten)
        - Familie Pachylaelapidae (18 Gattungen, 86 Arten)
        - Familie Parholaspididae (12 Gattungen, 91 Arten)

      - Überfamilie Ascoidea
        - Familie Ascidae (39 Gattungen, 558 Arten)
        - Familie Ameroseiidae (10 Gattungen, 64 Arten)
        - Familie Melicharidae

      - Überfamilie Phytoseioidea
        - Familie Phytoseiidae (67 Gattungen, 2000 Arten)
        - Familie Blattisociidae (12 Gattungen)
        - Familie Otopheidomenidae (9 Gattungen, 18 Arten)
        - Familie Podocinidae (7 Gattungen, 25 Arten)

      - Überfamilie Dermanyssoidea
        - Familie Laelapidae (134 Gattungen, 746 Arten)
        - Familie Larvamimidae (1 Gattung, 4 Arten)
        - Familie Varroidae (1 Gattung, 5 Arten)
        - Familie Dermanyssidae (5 Gattungen, 37 Arten)
        - Familie Iphiopsididae (10 Gattungen, 45 Arten) (früher als Unterfamilie in Laelapidae)
        - Familie Hystrichonyssidae (1 Art)
        - Familie Macronyssidae (26 Gattungen, 127 Arten)
        - Familie Rhinonyssidae (30 Gattungen, 160 Arten)
        - Familie Spinturnicidae (13 Gattungen, 48 Arten)
        - Familie Spelaeorhynchidae (1 Gattung, 5 Arten)
        - Familie Halarachnidae (7 Gattungen, 10 Arten)
        - Familie Entonyssidae (7 Gattungen, 9 Arten)
        - Familie Ixodorhynchidae (8 Gattungen, 12 Arten)
        - Familie Dasyponyssidae (2 Gattungen, 2 Arten)
        - Familie Manitherionyssidae (1 Art)

## Überordnung Acariformes
Die Überordnung Acariformes wurde früher in drei Ordnungen bzw. Unterordnungen geteilt, die Actinedida, die Astigmata und die Oribatida. Heute werden in der Systematik nur noch zwei Ordnungen der Acariformes, die Trombidiformes und die Sarcoptiformes unterschieden. Die Actinedida bilden unter dem Namen Prostigmata eine der beiden Unterordnungen der Trombidiformes. Die Oribatida sind eine der beiden Unterordnungen der Sarcoptiformes, die Astigmata erscheinen als Untergruppierung der Oribatida.

### Ordnung Trombidiformes
Diese Ordnung mit zwei Unterordnungen wird in 30 Überfamilien mit 85 Familien eingeteilt. Sie umfasst ungefähr 2150 Gattungen und rund 19.600 Arten.

#### Unterordnung Sphaerolichina
- Unterordnung Sphaerolichina
  - Überfamilie Sphaerolichoidea
    - Familie Sphaerolichidae (1 Art)

#### Unterordnung Prostigmata
- Unterordnung Prostigmata
  - Überkohorte Labidostommatides
    - Überfamilie Labidostommatoidea
      - Familie Labidostommatidae (7 Gattungen, 37 Arten)

  - Überkohorte Eupodides
    - Überfamilie Bdelloidea
      - Familie Bdellidae (Schnabelmilben) (15 Gattungen, 114 Arten)
      - Familie Cunaxidae (17 Gattungen, 249 Arten)

    - Überfamilie Eupodoidea
      - Familie Pentapalpidae (1 Art)
      - Familie Eupodidae (Laufmilben) (8 Gattungen, 41 Arten)
      - Familie Eriorhynchidae (1 Gattung, 5 Arten)
      - Familie Penthalodidae (4 Gattungen, 11 Arten)
      - Familie Penthaleidae (7 Gattungen, 16 Arten)
      - Familie Pentapalpidae (1 Art)
      - Familie Rhagidiidae (26 Gattungen, 146 Arten)
      - Familie Strandtmanniidae (1 Gattung, 2 Arten)

    - Überfamilie Halacaroidea
      - Familie Pezidae (1 Gattung, 2 Arten)
      - Familie Halacaridae (64 Gattungen, 1074 Arten)

    - Überfamilie Tydeoidea
      - Familie Meyerellidae (3 Gattungen, 11 Arten)
      - Familie Iolinidae (15 Gattungen, 53 Arten)
      - Familie Ereynetidae (29 Gattungen, 92 Arten)
      - Familie Tydeidae (58 Gattungen, 374 Arten)

    - Überfamilie Eriophyoidea
      - Familie Phytoptidae (31 Gattungen, 211 Arten)
      - Familie Eriophyidae (Gallmilben) (242 Gattungen, 3126 Arten)
      - Familie Diptilomiopidae (57 Gattungen, 319 Arten)

  - Überkohorte Anystides
    - Kohorte Anystina
      - Überfamilie Adamystoidea
        - Familie Adamystidae (2 Gattungen, 13 Arten)

      - Überfamilie Anystoidea
        - Familie Anystidae (17 Gattungen, 102 Arten)
        - Familie Pseudocheylidae (4 Gattungen, 11 Arten)
        - Familie Teneriffiidae (5 Gattungen, 15 Arten)

      - Überfamilie Caeculoidea
        - Familie Caeculidae (7 Gattungen, 16 Arten)

      - Überfamilie Paratydeoidea
        - Familie Paratydeidae (7 Gattungen, 12 Arten)
        - Familie Stigmocheylidae

      - Überfamilie Pomerantzioidea
        - Familie Pomerantziidae (2 Gattungen, 3 Arten)

    - Kohorte Parasitengonina
      - Unterkohorte Hydrachnidiae (Süßwassermilben)
        - Überfamilie Hydrovolzioidea
          - Familie Hydrovolziidae (4 Gattungen, 32 Arten)
          - Familie Acherontacaridae (2 Gattungen)

        - Überfamilie Hydrachnoidea
          - Familie Hydrachnidae (1 Gattung, 166 Arten)

        - Überfamilie Hydryphantoidea
          - Familie Hydryphantidae (57 Gattungen, 337 Arten)
            - Unterfamilie Ankelothyadinae
            - Unterfamilie Chimerathyadinae
            - Unterfamilie Cowichaniinae
            - Unterfamilie Cyclothyadinae
            - Unterfamilie Diplodontinae
            - Unterfamilie Eupatrellinae (1 Gattung, 2 Arten)
            - Unterfamilie Hydryphantinae (2 Gattungen, zahlreiche Arten)
            - Unterfamilie Pseudohydryphantinae (2 Gattungen)
            - Unterfamilie Protziinae (3 Gattungen)
            - Unterfamilie Rhynchohydracarinae (5 Gattungen, 13 Arten)
            - Unterfamilie Tartarothyadinae
            - Unterfamilie Wandesiinae

          - Familie Zelandothyadidae (2 Gattungen, 3 Arten)
          - Familie Hydrodromidae (2 Gattungen, 20 Arten)
          - Familie Teratothyadidae (2 Gattungen, 8 Arten)
          - Familie Ctenothyadidae (2 Gattungen, 3 Arten)
          - Familie Thermacaridae (1 Gattungen, 4 Arten)

        - Überfamilie Eylaoidea
          - Familie Apheviderulicidae (1 Gattung, 3 Arten)
          - Familie Limnocharidae
            - Unterfamilie Limnocharinae (2 Gattungen, 27 Arten)
            - Unterfamilie Rhyncholimnocharinae (2 Gattungen, 7 Arten)

          - Familie Eylaidae (2 Gattungen, 161 Arten)
          - Familie Piersigiidae (3 Gattungen, 9 Arten)

        - Überfamilie Lebertioidea
          - Familie Sperchontidae (6 Gattungen, 175 Arten)
          - Familie Teutonidae (1 Gattung, 5 Arten)
          - Familie Rutripalpidae (1 Gattung, 2 Arten)
          - Familie Anisitsiellidae
            - Unterfamilie Anisitsiellinae (23 Gattungen, 82 Arten)
            - Unterfamilie Nilotoniinae (8 Gattungen, 48 Arten)

          - Familie Lebertiidae (3 Gattungen, 231 Arten)
          - Familie Oxidae (3 Gattungen, 125 Arten)
          - Familie Torrenticolidae (5 Gattungen, 338 Arten)
          - Familie Stygotoniidae (1 Art)

        - Überfamilie Hygrobatoidea
          - Familie Pontarachnidae (2 Gattungen, 37 Arten)
          - Familie Limnesiidae (29 Gattungen, 344 Arten)
          - Familie Omartacaridae (2 Gattungen, 14 Arten)
          - Familie Hygrobatidae (79 Gattungen, 766 Arten)
          - Familie Ferradasiidae (1 Art)
          - Familie Unionicolidae (18 Gattungen, 691 Arten)
          - Familie Feltriidae (1 Gattung, 103 Arten)
          - Familie Pionidae (14 Gattungen, 335 Arten)
          - Familie Wettinidae (4 Gattungen, 8 Arten)
          - Familie Astacocrotonidae (1 Art)
          - Familie Frontipodopsidae (1 Gattung, 10 Arten)
          - Familie Aturidae (81 Gattungen, 750 Arten)
          - Familie Lethaxonidae (2 Gattungen, 5 Arten)

        - Überfamilie Arrenuroidea
          - Familie Amoenacaridae (1 Art)
          - Familie Mideidae (2 Gattungen, 6 Arten)
          - Familie Momoniidae (13 Gattungen, 52 Arten)
          - Familie Mideopsidae
            - Unterfamilie Guineaxonopsinae (2 Gattungen)
            - Unterfamilie Gretacarinae (1 Gattung, 15 Arten)
            - Unterfamilie Mideopsinae (1 Gattung, zahlreiche Arten)
            - Unterfamilie Mideopsellinae (4 Gattungen, zahlreiche Arten)
            - Unterfamilie Plaumanniinae (1 Gattung)

          - Familie Nudomideopsidae (3 Gattungen)
          - Familie Kantacaridae (1 Art)
          - Familie Nipponacaridae (1 Gattung, 3 Arten)
          - Familie Neoacaridae (2 Gattungen, 18 Arten)
          - Familie Bogatiidae (2 Gattungen, 2 Arten)
          - Familie Chappuisididae
            - Unterfamilie Chappuisidinae (1 Gattung, 13 Arten)
            - Unterfamilie Morimotacarinae (2 Gattungen, 4 Arten)
            - Unterfamilie Tsushimacarinae (1 Art)
            - Unterfamilie Uchidastygacarinae (3 Gattungen, 16 Arten)

          - Familie Krendowskiidae (4 Gattungen, 52 Arten)
          - Familie Acalyptonotidae (2 Gattungen, 4 Arten)
          - Familie Athienemanniidae (15 Gattungen, 41 Arten)
          - Familie Harpagopalpidae (1 Gattung, 3 Arten)
          - Familie Hungarohydracaridae (4 Gattungen, 15 Arten)
          - Familie Arenohydracaridae (1 Gattung, 3 Arten)
          - Familie Laversiidae (1 Art)
          - Familie Arrenuridae (6 Gattungen, 903 Arten)

      - Unterkohorte Stygothrombiae
        - Überfamilie Stygothrombioidea
          - Familie Stygothrombiidae (5 Gattungen, 17 Arten)

      - Unterkohorte Erythraiae
        - Überfamilie Calyptostomatoidea
          - Familie Calyptostomatidae (1 Gattung, 4 Arten)

        - Überfamilie Erythraeoidea
          - Familie Erythraeidae (58 Gattungen, 468 Arten)
          - Familie Smarididae (13 Gattungen, 32 Arten)

      - Unterkohorte Trombidiae
        - Überfamilie Trombidioidea
          - Familie Eutrombidiidae (4 Gattungen, 25 Arten)
          - Familie Microtrombidiidae (60 Gattungen)
          - Familie Neotrombidiidae (11 Gattungen, 16 Arten)
          - Familie Trombidiidae (30 Gattungen, 279 Arten)

        - Überfamilie Chyzerioidea
          - Familie Chyzeriidae (5 Gattungen, 18 Arten)

        - Überfamilie Trombiculoidea
          - Familie Johnstonianidae (20 Gattungen, 39 Arten)
          - Familie Audyanidae (1 Art)
          - Familie Leeuwenhoekiidae (25 Gattungen, 138 Arten)
          - Familie Neotrombidiidae (4 Gattungen, 12 Arten)
          - Familie Trombellidae (9 Gattungen, 25 Arten)
          - Familie Trombiculidae (Laufmilben) (146 Gattungen, 971 Arten)

        - Überfamilie Tanaupodoidea
          - Familie Tanaupodidae (11 Gattungen, 16 Arten)

  - Überkohorte Eleutherengonides
    - Kohorte Raphignathina
      - Überfamilie Raphignathoidea
        - Familie Barbutiidae (11 Gattungen, 16 Arten)
        - Familie Camerobiidae (7 Gattungen, 130 Arten)
        - Familie Cryptognathidae (2 Gattungen, 47 Arten)
        - Familie Eupalopsellidae (5 Gattungen, 38 Arten)
        - Familie Homocaligidae (2 Gattungen, 8 Arten)
        - Familie Caligonellidae (5 Gattungen, 49 Arten)
        - Familie Raphignathidae (3 Gattungen, 52 Arten)
        - Familie Mecognathidae (2 Gattungen, 5 Arten)
        - Familie Stigmaeidae (28 Gattungen, 432 Arten)
        - Familie Xenocaligonellididae (2 Gattungen, 5 Arten)
        - Familie Dasythyreidae (2 Gattungen, 2 Arten)

      - Überfamilie Myobioidea
        - Familie Myobiidae (50 Gattungen, 450 Arten)

      - Überfamilie Cheyletoidea (darunter ein Großteil der Arten der Federmilben)
        - Familie Cheyletidae (77 Gattungen, 500 Arten)
        - Familie Cloacaridae (6 Gattungen, 6 Arten)
        - Familie Demodicidae (Haarbalgmilben) (9 Gattungen, 78 Arten)
        - Familie Harpirhynchidae (14 Gattungen, 55 Arten Stand: 2009, 15 Gattungen, 154 Arten Stand: 2017)
          - Unterfamilie Harpirhynchinae
          - Unterfamilie Harpipalpinae
          - Unterfamilie Ophioptinae

        - Familie Epimydicidae (1 Gattung)
        - Familie Psorergatidae (3 Gattungen, 27 Arten)
        - Familie Syringophilidae (Federspulmilben oder Federkielmilben) (30 Gattungen, 122 Arten)

      - Überfamilie Tetranychoidea
        - Familie Allochaetophoridae (1 Gattung, 2 Arten)
        - Familie Linotetranidae (3 Gattungen, 8 Arten)
        - Familie Tenuipalpidae (30 Gattungen, 815 Arten)
        - Familie Tetranychidae (Spinnmilben) (95 Gattungen, 689 Arten)
          - Unterfamilie Tetranychinae
          - Unterfamilie Bryoniinae (Moosmilben)

        - Familie Tuckerellidae (1 Gattung, 12 Arten)

    - Kohorte Heterostigmatina
      - Überfamilie Trochometroidea
        - Familie Trochometridae (1 Gattung)
        - Familie Athyreacaridae (4 Gattungen, 9 Arten) (inkl. Bembiacaridae, 1 Art)

      - Überfamilie Tarsocheyloidea
        - Familie Tarsocheylidae (2 Gattungen, 12 Arten)

      - Überfamilie Heterocheyloidea
        - Familie Heterocheylidae (1 Gattung, 2 Arten)

      - Überfamilie Pyemotoidea
        - Familie Acarophenacidae (4 Gattungen, 26 Arten)
        - Familie Caraboacaridae (1 Gattung, 7 Arten)
        - Familie Pyemotidae (11 Gattungen, 36 Arten)
        - Familie Resinacaridae (1 Art)

      - Überfamilie Pygmephoroidea
        - Familie Siteroptidae (9 Gattungen, 96 Arten)
        - Familie Pygmephoridae (30 Gattungen, 350 Arten)

      - Überfamilie Scutacariodea
        - Familie Scutacaridae (22 Gattungen, 308 Arten)
        - Familie Microdispidae (12 Gattungen, 24 Arten)

      - Überfamilie Tarsonemoidea
        - Familie Podapolipidae (29 Gattungen, 159 Arten)
        - Familie Tarsonemidae (45 Gattungen, 545 Arten)

      - Überfamilie Dolichocyboidea
        - Familie Dolichocybidae (6 Gattungen, 18 Arten)
        - Familie Crotalomorphidae (1 Art)

### Ordnung Sarcoptiformes

#### Unterordnung Endeostigmata
Die Unterordnung Endeostigmata stand früher als Gruppe innerhalb der Prostigmata (Actinedida). Sie hat jedoch einige Merkmale der Oribatida und wurde zusammen mit diesen in die Ordnung Sarcoptiformes gestellt.
- Kohorte Alycina
  - Überfamilie Alycoidea
    - Familie Proterorhagiidae (1 Art)
    - Familie Alycidae (11 Gattungen, 23 Arten)
    - Familie Nanorchestidae (5 Gattungen, 31 Arten)
- Kohorte Nematalycina
  - Überfamilie Nematalycoidea
    - Familie Nematalycidae (4 Gattungen, 4 Arten)
    - Familie Micropsammidae (1 Art)
    - Familie Proteonematalycidae (1 Art)
- Kohorte Terpnacarina
  - Überfamilie Oehserchestoidea
    - Familie Oehserchestidae (1 Gattung, 4 Arten)
    - Familie Grandjeanicidae (1 Gattung, 3 Arten)

  - Überfamilie Terpnacaroidea
    - Familie Terpnacaridae (2 Gattungen, 3 Arten)
- Kohorte Alicorhagiina
  - Überfamilie Alicorhagioidea
    - Familie Alicorhagiidae (2 Gattungen, 3 Arten)

#### Unterordnung Oribatida

##### Überkohorte Palaeosomatides
- Überkohorte Palaeosomatides (Palaeosomata)
  - Überfamilie Acaronychoidea
    - Familie Acaronychidae (2 Gattungen, 2 Arten)
    - Familie Archeonothridae (5 Gattungen, 11 Arten)

  - Überfamilie Palaeacaroidea
    - Familie Palaeacaridae (2 Gattungen, 2 Arten)

  - Überfamilie Ctenacaroidea
    - Familie Ctenacaridae (4 Gattungen, 5 Arten)
    - Familie Adelphacaridae (1 Art)
    - Familie Aphelacaridae (1 Gattung, 6 Arten)

##### Überkohorte Enarthronotides
- Überkohorte Enarthronotides (Enarthronota)
  - Überfamilie Hypochthonoidea
    - Familie Hypochthoniidae (4 Gattungen, 14 Arten)
    - Familie Lohmanniidae (25 Gattungen, 190 Arten)
    - Familie Eniochthoniidae (1 Gattung, 5 Arten)
    - Familie Mesoplophoridae (4 Gattungen, 30 Arten)

  - Überfamilie Protoplophoroidea
    - Familie Cosmochthoniidae (7 Gattungen, 37 Arten)
    - Familie Haplochthoniidae (3 Gattungen, 13 Arten)
    - Familie Sphaerochthoniidae (2 Gattungen, 17 Arten)
    - Familie Protoplophoridae (12 Gattungen, 39 Arten)
    - Familie Pediculochelidae (früher in den Heterostigmata) (1 Gattung, 4 Arten)

  - Überfamilie Heterochthonoidea
    - Familie Heterochthoniidae (3 Gattungen, 12 Arten)
    - Familie Trichthoniidae (3 Gattungen)
    - Familie Arborichthoniidae (1 Art)
    - Familie Nanohystricidae Norton & Fuangarworn, 2015 (1 Art)

  - Überfamilie Brachychthonoidea
    - Familie Brachychthoniidae (12 Gattungen, 170 Arten)

  - Überfamilie Atopochthonoidea
    - Familie Atopochthoniidae (1 Art)
    - Familie Phyllochthoniidae (1 Art)
    - Familie Pterochthoniidae (1 Art)

##### Überkohorte Parhyposomatides
- Überkohorte Parhyposomatides (Parhyposomata)
  - Überfamilie Parhypochthonioidea
    - Familie Parhypochthoniidae (1 Gattung, 3 Arten)
    - Familie Gehypochthoniidae (1 Gattung, 6 Arten)
    - Familie Elliptochthoniidae (1 Art)

##### Überkohorte Mixonomatides
- Überkohorte Mixonomatides (Mixonomata)
  - Überfamilie Phthiracaroidea
    - Familie Phthiracaridae (20 Gattungen, 668 Arten)

  - Überfamilie Euphthiracaroidea
    - Familie Euphthiracaridae (5 Gattungen, 111 Arten)
    - Familie Oribotritiidae (12 Gattungen, 152 Arten)
    - Familie Synichotritiidae (2 Gattungen, 8 Arten)

  - Überfamilie Eulohmannioidea
    - Familie Eulohmanniidae (1 Art)

  - Überfamilie Perlohmannioidea
    - Familie Perlohmanniidae (3 Gattungen, 9 Arten)

  - Überfamilie Epilohmannioidea
    - Familie Epilohmanniidae (4 Gattungen, 32 Arten)

  - Überfamilie Collohmannioidea
    - Familie Collohmanniidae (1 Art)

  - Überfamilie Nehypochthonioidea
    - Familie Nehypochthoniidae (1 Gattung, 2 Arten)

##### Überkohorte Desmonomatides
- Überkohorte Desmonomatides (Desmonomata)

###### Kohorte Nothrina
- - Kohorte Nothrina
    - Überfamilie Crotonioidea
      - Familie Crotoniidae (2 Gattungen, 50 Arten)
      - Familie Camisiidae (9 Gattungen, 84 Arten)
      - Familie Trhypochthoniidae (9 Gattungen, 70 Arten)
      - Familie Nothridae (3 Gattungen, 86 Arten)
      - Familie Malaconothridae (4 Gattungen, 140 Arten)
      - Familie Nanhermanniidae (8 Gattungen, 50 Arten)
      - Familie Hermanniidae (inklusive Galapagacaridae) (3 Gattungen, 80 Arten)

###### Kohorte Brachypylina
- - Kohorte Brachypylina
    - Überfamilie Hermannielloidea
      - Familie Hermanniellidae (8 Gattungen, 50 Arten)
      - Familie Plasmobatidae (3 Gattungen, 8 Arten)

    - Überfamilie Neoliodoidea
      - Familie Neoliodidae (4 Gattungen, 45 Arten)

    - Überfamilie Plateremaeioidea (inklusive Gymnodamaeoidea)
      - Familie Nacunansellidae (1 Art)
      - Familie Plateremaeidae (6 Gattungen, 27 Arten)
      - Familie Pheroliodidae (inklusive Hammeriellidae und Nooliodidae) (12 Gattungen, 70 Arten)
      - Familie Pedrocortesellidae (2 Gattungen, 41 Arten)
      - Familie Licnodamaeidae (2 Gattungen, 5 Arten)
      - Familie Licnobelbidae (1 Gattung, 4 Arten)
      - Familie Lyrifissellidae (1 Gattung, 3 Arten)
      - Familie Gymnodamaeidae (10 Gattungen, 49 Arten)
      - Familie Aleurodamaeidae (1 Gattung, 4 Arten)
      - Familie Idiodamaeidae (1 Gattung, 6 Arten)

    - Überfamilie Damaeoidea
      - Familie Damaeidae (31 Gattungen, 280 Arten)

    - Überfamilie Cepheoidea
      - Familie Anderemaeidae (5 Gattungen, 18 Arten)
      - Familie Cercocepheidae (3 Gattungen)
      - Familie Cepheidae  (inklusive Compactozetidae) (16 Gattungen, 52 Arten)
      - Familie Microtegeidae (2 Gattungen, 20 Arten)
      - Familie Nosybeidae (2 Gattungen, 2 Arten)
      - Familie Eutegaeidae (inklusive Pterozetidae) (11 Gattungen, 21 Arten)
      - Familie Pterobatidae (1 Art)

    - Überfamilie Polypterozetoidea
      - Familie Polypterozetidae (1 Art)
      - Familie Podopterotegaeidae (1 Art)
      - Familie Tumerozetidae (1 Art)
      - Familie Nodocepheidae (2 Gattungen, 8 Arten)

    - Überfamilie Eremaeoidea
      - Familie Arceremaeidae (früher in Oppidoidea) (2 Gattungen, 7 Arten)
      - Familie Eremaeidae (9 Gattungen, 73 Arten)
      - Familie Megeremaeidae (1 Gattung, 5 Arten)
      - Familie Niphocepheidae (1 Gattung, 2 Arten)
      - Familie Zetorchestidae (6 Gattungen, 22 Arten)

    - Überfamilie Microzetoidea
      - Familie Microzetidae (51 Gattungen, 180 Arten)

    - Überfamilie Ameroidea (Synonym: Amerobelboidea)
      - Familie Amerobelbidae (7 Gattungen, 15 Arten)
      - Familie Ctenobelbidae (1 Gattung, 13 Arten)
      - Familie Eremulidae (3 Gattungen, 20 Arten)
      - Familie Damaeolidae (6 Gattungen, 12 Arten)
      - Familie Eremobelbidae (5 Gattungen, 28 Arten)
      - Familie Ameridae (10 Gattungen, 22 Arten)
      - Familie Staurobatidae (2 Gattungen, 2 Arten)
      - Familie Heterobelbidae (3 Gattungen, 9 Arten)
      - Familie Basilobelbidae (2 Gattungen, 15 Arten)
      - Familie Caleremaeidae (früher in Oppidoidea) (2 Gattungen, 5 Arten)
      - Familie Oxyameridae (früher in Oppidoidea) (1 Gattung, 5 Arten)
      - Familie Rhynchoribatidae (früher in Oppidoidea) (2 Gattungen, 14 Arten)
      - Familie Spinozetidae (früher in Oppidoidea) (2 Gattungen, 2 Arten)
      - Familie Hungarobelbidae (2 Gattungen, 7 Arten)

    - Überfamilie Gustavioidea (früher: Licaroidea)
      - Familie Tenualidae (6 Gattungen, 10 Arten)
      - Familie Liacaridae (inklusive Xenillidae) (12 Gattungen, 220 Arten)
      - Familie Astegistidae (inklusive Maorizetidae (1 Art)) (10 Gattungen, 24 Arten)
      - Familie Multoribulidae (2 Gattungen, 2 Arten)
      - Familie Peloppiidae (früher: Certoppiidae und Metrioppiidae) (22 Gattungen, 80 Arten)
      - Familie Gustaviidae (1 Gattung, 13 Arten)
      - Familie Kodiakellidae (1 Gattung, 2 Arten)

    - Überfamilie Carabodoidea
      - Familie Carabodidae (49 Gattungen, 239 Arten)
      - Familie Carabocepheidae (1 Art)
      - Familie Nipobodidae (2 Gattungen, 9 Arten)
      - Familie Dampfiellidae (früher in Oppidoidea) (2 Gattungen, 42 Arten)
      - Familie Otocepheidae (40 Gattungen, 220 Arten)
      - Familie Tokunocepheidae (1 Art)

    - Überfamilie Tectocepheoidea
      - Familie Tectocepheidae (2 Gattungen, 15 Arten)

    - Überfamilie Oppidoidea
      - Familie Luxtoniidae (1 Art)
      - Familie Autognetidae (8 Gattungen, 10 Arten)
      - Familie Chaviniidae (1 Gattung, 2 Arten)
      - Familie Cuneoppidae (1 Gattung, 2 Arten)
      - Familie Enantioppiidae (1 Art)
      - Familie Epimerellidae (2 Gattungen, 5 Arten)
      - Familie Granuloppiidae (4 Gattungen, 14 Arten)
      - Familie Hexoppiidae (1 Art)
      - Familie Machadobelbidae  (1 Gattung, 10 Arten)
      - Familie Machuellidae (2 Gattungen, 7 Arten)
      - Familie Nosybelbidae (1 Art)
      - Familie Oppiidae (170 Gattungen, mehr als 1000 Arten)
      - Familie Papillonotidae (1 Gattung, 3 Arten)
      - Familie Quadroppiidae (2 Gattungen, 34 Arten)
      - Familie Sternoppiidae (1 Gattung, 7 Arten)
      - Familie Suctobelbidae (30 Gattungen, 192 Arten)
      - Familie Teratoppiidae (4 Gattungen, 20 Arten)
      - Familie Thyrisomidae (8 Gattungen, 46 Arten)
      - Familie Trizetidae (1 Art)
      - Familie Tuparezetidae (1 Gattung, 2 Arten)
      - Familie Platyameridae (1 Art)

    - Überfamilie Hydrozetoidea
      - Familie Hydrozetidae (1 Gattung, 9 Arten)
      - Familie Limnozetidae (1 Gattung, 12 Arten)

    - Überfamilie Ameronothroidea
      - Familie Ameronothridae (9 Gattungen, 16 Arten)
      - Familie Selenoribatidae (6 Gattungen, 11 Arten)
      - Familie Fortuyniidae (3 Gattungen, 10 Arten)
      - Familie Tegeocranellidae (1 Gattung, 16 Arten)

    - Überfamilie Cymbaeremoidea
      - Familie Cymbaeremaeidae (8 Gattungen, 63 Arten)

    - Überfamilie Eremaeozetoidea
      - Familie Eremaeozetidae (früher in Cepheoidea) (3 Gattungen, 33 Arten)
      - Familie Idiozetidae (früher eigene Überfamilie Idiozetoidea, dann in Eremaeozetoidea) (1 Gattung, 2 Arten)

    - Überfamilie Licneremaeoidea
      - Familie Licneremaeidae (2 Gattungen, 15 Arten)
      - Familie Dendroeremaeidae (1 Gattung, 2 Arten)
      - Familie Eremellidae (früher in Oppidoidea) (3 Gattungen, 7 Arten)
      - Familie Micreremidae (früher in Cymbaeremoidea, inklusive Fenichelliidae, früher in Oripodoidea) (5 Gattungen, 19 Arten)
      - Familie Adhaesozetidae (früher in Cymbaeremoidea, inklusive Phylleremus) (2 Gattungen, 3 Arten)
      - Familie Passalozetidae (2 Gattungen, 38 Arten)
      - Familie Scutoverticidae (11 Gattungen, 64 Arten)
      - Familie Lamellareidae (früher in Oripodoidea) (3 Gattungen, 4 Arten)
      - Familie Charassobatidae (früher eigene Überfamilie Cahrassobatoidea) (3 Gattungen, 12 Arten)

    - Überfamilie Phenopelopoidea
      - Familie Phenopelopidae (früher: Pelopidae) (4 Gattungen, 34 Arten)
      - Familie Unduloribatidae (2 Gattungen, 3 Arten)

    - Überfamilie Achipterioidea
      - Familie Tegoribatidae (10 Gattungen, 23 Arten)
      - Familie Achipteriidae (8 Gattungen, 69 Arten)
      - Familie Epactozetidae (früher in Galumnoidea) (2 Gattungen, 5 Arten)

    - Überfamilie Oribatelloidea
      - Familie Oribatellidae (12 Gattungen, 132 Arten)

    - Überfamilie Oripodoidea
      - Familie Haplozetidae  (19 Gattungen, 219 Arten)
      - Familie Oripodidae (16 Gattungen, 98 Arten)
      - Familie Oribatulidae (18 Gattungen, 199 Arten)
      - Familie Scheloribatidae (20 Gattungen, 335 Arten)
      - Familie Symbioribatidae (2 Gattungen, 3 Arten)
      - Familie Liebstadiidae (9 Gattungen, 42 Arten)
      - Familie Hemileiidae (14 Gattungen, 117 Arten)
      - Familie Caloppiidae (4 Gattungen, 24 Arten)
      - Familie Parapirnodidae (3 Gattungen, 9 Arten)
      - Familie Protoribatidae (10 Gattungen, 129 Arten)
      - Familie Pirnodidae (2 Gattungen, 5 Arten)
      - Familie Pseudoppiidae (2 Gattungen, 3 Arten)
      - Familie Maudheimiidae (1 Gattung, 4 Arten)
      - Familie Mochlozetidae (12 Gattungen, 62 Arten)
      - Familie Nesozetidae (1 Art)
      - Familie Neotrichozetidae (1 Gattung, 3 Arten)
      - Familie Drymobatidae (3 Gattungen, 7 Arten)
      - Familie Tubulozetidae (1 Art)
      - Familie Nasobatidae (1 Gattung, 2 Arten)

    - Überfamilie Galumnoidea
      - Familie Galumnellidae (6 Gattungen, 35 Arten)
      - Familie Galumnidae (33 Gattungen, 431 Arten)
      - Familie Parakalummidae (2 Gattungen, 44 Arten)

###### Kohorte Astigmatina
- - Kohorte Astigmatina (Astigmata)
    - Überfamilie Schizoglyphoidea
      - Familie Schizoglyphidae (1 Art)

    - Überfamilie Histiostomatoidea
      - Familie Histiostomatidae (56 Gattungen, 208 Arten)
      - Familie Guanolichidae (3 Gattungen, 4 Arten)

    - Überfamilie Canestrinioidea
      - Familie Chetochelacaridae (1 Art)
      - Familie Lophonotacaridae (1 Art)
      - Familie Canestriniidae (91 Gattungen, 295 Arten)
      - Familie Heterocoptidae (10 Gattungen, 22 Arten)

    - Überfamilie Hemisarcoptoidea
      - Familie Chaetodactylidae (3 Gattungen, 69 Arten)
      - Familie Hyadesiidae (2 Gattungen, 37 Arten)
      - Familie Carpoglyphidae (4 Gattungen, 8 Arten)
      - Familie Algophagidae (8 Gattungen, 16 Arten)
      - Familie Hemisarcoptidae (8 Gattungen, 18 Arten)
      - Familie Winterschmidtiidae (25 Gattungen, 74 Arten)

    - Überfamilie Glycyphagoidea
      - Familie Euglycyphagidae (5 Gattungen, 5 Arten)
      - Familie Chortoglyphidae (4 Gattungen, 12 Arten)
      - Familie Pedetropodidae (1 Art)
      - Familie Echimyopodidae (4 Gattungen, 12 Arten)
      - Familie Aeroglyphidae (2 Gattungen, 10 Arten)
      - Familie Rosensteiniidae (14 Gattungen, 30 Arten)
      - Familie Glycyphagidae (41 Gattungen, 192 Arten)

    - Überfamilie Acaroidea
      - Familie Sapracaridae (1 Gattungen, 2 Arten)
      - Familie Suidasiidae (5 Gattungen, 9 Arten)
      - Familie Lardoglyphidae (1 Gattung, 6 Arten)
      - Familie Glycacaridae (1 Art)
      - Familie Scatoglyphidae (1 Art)
      - Familie Gaudiellidae (3 Gattungen, 6 Arten)
      - Familie Acaridae (113 Gattungen, 407 Arten)

    - Überfamilie Hypoderatoidea
      - Familie Hypoderatidae (17 Gattungen, 53 Arten)

    - Überfamilie Pterolichoidea
      - Familie Oconnoriidae (1 Art)
      - Familie Ptiloxenidae (3 Gattungen, 7 Arten)
      - Familie Pterolichidae (92 Gattungen, 289 Arten)
      - Familie Cheylabididae (2 Gattungen, 5 Arten)
      - Familie Ochrolichidae (3 Gattungen, 3 Arten)
      - Familie Gabuciniidae (14 Gattungen, 41 Arten)
      - Familie Falculiferidae (15 Gattungen, 38 Arten)
      - Familie Eustathiidae (17 Gattungen, 59 Arten)
      - Familie Crypturoptidae (9 Gattungen, 10 Arten)
      - Familie Thoracosathesidae (1 Gattung, 2 Arten)
      - Familie Rectijanuidae (1 Gattung, 12 Arten)
      - Familie Ascouracaridae (7 Gattungen, 21 Arten)
      - Familie Syringobiidae (14 Gattungen, 67 Arten)
      - Familie Kiwilichidae (1 Gattung, 2 Arten)
      - Familie Kramerellidae (7 Gattungen, 26 Arten)
      - Familie Freyanidae (17 Gattungen, 26 Arten)
      - Familie Vexillariidae (12 Gattungen, 18 Arten)
      - Familie Caudiferidae (3 Gattungen, 4 Arten)

    - Überfamilie Analgoidea
      - Familie Heteropsoridae (1 Art)
      - Familie Analgidae (33 Gattungen, 83 Arten)
      - Familie Xolalgidae (21 Gattungen, 45 Arten)
      - Familie Avenzoariidae (18 Gattungen, 103 Arten)
        - Unterfamilie Avenzoariinae
        - Unterfamilie Pandionacarinae (früher: Bonnetellinae)
        - Unterfamilie Hemifreyaninae

      - Familie Pteronyssidae (21 Gattungen, 140 Arten)
      - Familie Proctophyllodidae (36 Gattungen, 95 Arten)
      - Familie Psoroptoididae (9 Gattungen, 25 Arten)
      - Familie Trouessartiidae (11 Gattungen, 40 Arten)
      - Familie Alloptidae (31 Gattungen, 68 Arten)
      - Familie Thysanocercidae (1 Gattung, 6 Arten)
      - Familie Dermationidae (12 Gattungen, 16 Arten)
      - Familie Epidermoptidae (inkl. Knemidokoptidae) (12 Gattungen, 27 Arten)
        - Unterfamilie Epidermoptinae (6 Gattungen, 15 Arten)
        - Unterfamilie Knemidokoptinae (6 Gattungen, 12 Arten)

      - Familie Apionacaridae (4 Gattungen, 7 Arten)
      - Familie Dermoglyphidae (6 Gattungen, 10 Arten)
      - Familie Gaudooglyphidae (1 Art)
      - Familie Laminosioptidae (5 Gattungen, 22 Arten)
        - Unterfamilie Laminosioptinae
        - Unterfamilie Fainocoptinae

      - Familie Cytoditidae (2 Gattungen, 5 Arten)
      - Familie Pyroglyphidae (18 Gattungen, 42 Arten)
      - Familie Turbinoptidae (8 Gattungen, 10 Arten)
      - Familie Ptyssalgidae (1 Art)

    - Überfamilie Sarcoptoidea
      - Familie Psoroptidae (17 Gattungen, 21 Arten)
      - Familie Lobalgidae (3 Gattungen, 7 Arten)
      - Familie Myocoptidae (6 Gattungen, 18 Arten)
      - Familie Rhyncoptidae (inkl. Audycoptidae) (5 Gattungen, 8 Arten)
      - Familie Listrophoridae (21 Gattungen, 150 Arten)
      - Familie Chirodiscidae (28 Gattungen, 250 Arten)
      - Familie Atopomelidae (47 Gattungen, 400 Arten)
      - Familie Chirorhynchobiidae (1 Gattung, 2 Arten)
      - Familie Gastronyssidae (7 Gattungen, 28 Arten)
      - Familie Lemurnyssidae (2 Gattungen, 2 Arten)
      - Familie Pneumocoptidae (1 Gattung, 4 Arten)
      - Familie Sarcoptidae (17 Gattungen, 117 Arten)